# Doblougprisen
Doblougprisen er en nordisk litteraturpris som uddeles af Svenska Akademien. Prisen uddeles i en norsk og en svensk portion til hhv. norske og svenske skønlitterære forfattere eller forskere indenfor litteraturhistorie. Prissummen er (i 2012) 2 * 150.000 svenske kroner. 
I 1938 testamenterede den norske erhvervsmand og filantrop Birger Dobloug sine ejendele til Svenska Akademien som et fond for skønlitteratur. Akademiet udpeger de svenske prismodtagere, mens de norske prismodtagere udpeges af Den Norske Forfatterforening.

## Prismodtagere
| År   | Norske prisvindere                                | Svenske prisvindere                     |
| 1951 | Arnulf Øverland                                   | Eyvind Johnson og Gunnar Ekelöf         |
| 1952 | Tore Ørjasæter                                    | Sten Selander                           |
| 1953 | Gunnar Reiss-Andersen                             | Ivar Lo-Johansson                       |
| 1954 | Inge Krokann                                      | Harry Martinson                         |
| 1955 | Herman Wildenvey                                  | Karl Asplund og Sven Barthel            |
| 1956 | Emil Boyson                                       | Bertil Malmberg                         |
| 1957 | Tarjei Vesaas                                     | Hans Ruin                               |
| 1958 | Johan Falkberget                                  | Artur Lundkvist                         |
| 1959 | Aksel Sandemose                                   | Gustav Hedenvind-Eriksson               |
| 1960 | Halldis Moren Vesaas                              | Eyvind Johnson                          |
| 1961 | Alf Larsen                                        | Sara Lidman                             |
| 1962 | Inger Hagerup                                     | Irja Browallius                         |
| 1963 | Jan-Magnus Bruheim                                | Lars Ahlin                              |
| 1964 | Torborg Nedreaas                                  | Lars Gyllensten                         |
| 1965 | Johan Borgen                                      | Fritiof Nilsson Piraten                 |
| 1966 | Jakob Sande                                       | Tage Aurell                             |
| 1967 | Ragnvald Skrede                                   | Björn-Erik Höijer                       |
| 1968 | Rolf Jacobsen                                     | Jan Fridegård                           |
| 1969 | Olav H. Hauge                                     | Sven Lindqvist                          |
| 1970 | Kåre Holt                                         | Birgitta Trotzig                        |
| 1971 | Stein Mehren                                      | Sivar Arnér                             |
| 1972 | Hans Børli                                        | Erik Beckman                            |
| 1973 | Øivind Bolstad                                    | Ivar Lo-Johansson                       |
| 1974 | Jens Bjørneboe                                    | Per E. Rundquist                        |
| 1975 | Ragnhild Magerøy                                  | Tora Dahl                               |
| 1976 | Sigbjørn Hølmebakk                                | Sven Barthel                            |
| 1977 | Åsta Holth                                        | Margareta Ekström                       |
| 1978 | Harald Sverdrup                                   | Tore Zetterholm                         |
| 1979 | Nils Johan Rud                                    | Maria Gripe                             |
| 1980 | Magnhild Haalke                                   | Sven Fagerberg                          |
| 1981 | Paal Brekke                                       | Gunnar E. Sandgren                      |
| 1982 | Gunvor Hofmo                                      | P.C. Jersild                            |
| 1983 | Marie Takvam                                      | Sandro Key-Åberg                        |
| 1984 | Astrid Hjertenæs Andersen                         | Sven Rosendahl                          |
| 1985 | Arnljot Eggen og Bergljot Hobæk Haff              | Bengt Anderberg og Sara Lidman          |
| 1986 | Finn Carling og Knut Hauge                        | Lars Ardelius og Carl-Henning Wijkmark  |
| 1987 | Paal-Helge Haugen og Bjørg Vik                    | Carl-Göran Ekerwald og Torgny Lindgren  |
| 1988 | Edvard Hoem og Jan Erik Vold                      | Per Olov Enquist, Göran Sonnevi         |
| 1989 | Eldrid Lunden og Åge Rønning                      | Birger Norman                           |
| 1990 | Johannes Heggland og Cecilie Løveid               | Sigrid Combüchen og Georg Klein         |
| 1991 | Torill Thorstad Hauger og Kjell Erik Vindtorn     | Hans Granlid og Agneta Pleijel          |
| 1992 | Arnold Eidslott og Øystein Lønn                   | Tobias Berggren og Göran Printz-Påhlson |
| 1993 | Lars Saabye Christensen og Kolbein Falkeid        | Madeleine Gustafsson og Anna Westberg   |
| 1994 | Inger Elisabeth Hansen og Tor Åge Bringsværd      | Bertil Romberg og Eva Runefelt          |
| 1995 | Kjell Askildsen og Tor Ulven                      | Per Agne Erkelius og Rita Tornborg      |
| 1996 | Dag Solstad og Wera Sæther                        | Inger Edelfeldt og Lennart Sjögren      |
| 1997 | Kjartan Fløgstad og Lars Amund Vaage              | Christer Eriksson og Stig Larsson       |
| 1998 | Ola Bauer og Karsten Alnæs                        | Klas Östergren og Ulf Eriksson          |
| 1999 | Åse-Marie Nesse og Jon Fosse                      | Kristina Lugn og Ole Söderström         |
| 2000 | Jan Kjærstad og Einar Økland                      | Louise Ekelund og Per Odensten          |
| 2001 | Svein Jarvoll og Thorvald Steen                   | Birgitta Lillpers og Magnus Florin      |
| 2002 | Erling Kittelsen og Hanne Ørstavik                | Anne Marie Berglund og Claes Hylinger   |
| 2003 | Bjørn Aamodt og Rune Christiansen                 | Mare Kandre og Anders Palm              |
| 2004 | Trude Marstein og Marit Tusvik                    | Ann Jäderlund og Björn Ranelid          |
| 2005 | Hans Herbjørnsrud og Tone Hødnebø                 | Lars Lönnroth og Steve Sem-Sandberg     |
| 2006 | Hanne Bramness og Karin Gundersen                 | Carl Fehrman og Carola Hansson          |
| 2007 | Arvid Torgeir Lie og Jan Jakob Tønseth            | Lars Furuland og Elisabeth Rynell       |
| 2008 | Merethe Lindstrøm og Ragnar Hovland               | Johan Cullberg og Niklas Rådström       |
| 2009 | Thure Erik Lund og Gunnhild Øyehaug               | Ellen Mattson og Ingela Strandberg      |
| 2010 | Arild Stubhaug og Øyvind Rimbereid                | Martin Kylhammar og Bruno K. Öijer      |
| 2011 | Knut Ødegård og Beate Grimsrud                    | Gunnar Harding og Daniel Hjorth         |
| 2012 | Ellen Einan og Roy Jacobsen                       | Helena Eriksson og Magnus Dahlström     |
| 2013 | Karin Moe og Torgeir Rebolledo Pedersen           | Sara Stridsberg og Lars Jakobson        |
| 2014 | Britt Karin Larsen og Torild Wardenær             | Carl-Johan Malmberg og Björn Meidal     |
| 2015 | Kjersti Annesdatter Skomsvold og Ole Robert Sunde | Peter Cornell og Ylva Eggehorn          |
| 2016 | Inghill Johansen og Per Petterson                 | Kristina Sandberg og Mirja Unge         |
| 2017 | Steinar Opstad og Linn Ullmann                    | Theodor Kallifatides og Ulf Lundell     |
| 2018 | Vigdis Hjorth og Helge Torvund                    | Johannes Anyuru og Ida Börjel           |
| 2019 | Johan Harstad og Olaug Nilssen                    | Ernst Brunner og Carin Franzén          |
| 2020 | Carl Frode Tiller og Nils Christian Moe-Repstad   | Lars Andersson og Peter Handberg        |
| 2021 | Mona Høvring og Kjartan Hatløy                    | Arne Johnsson og Staffan Söderblom      |
| 2022 | Victoria Kielland, Lars Mytting                   | Per Odensten, Anna-Karin Palm           |